# Jingisukan
Jingisukan lê-se djinguissukan, versão japonesa do nome Genghis Khan (ジンギスカン;, Jingisukan), é um prato que consiste em carne de carneiro grelhada, fatiada em pequenas tiras, com fatias de vegetais e é particularmente popular na região de norte de Hokkaido, no Japão.

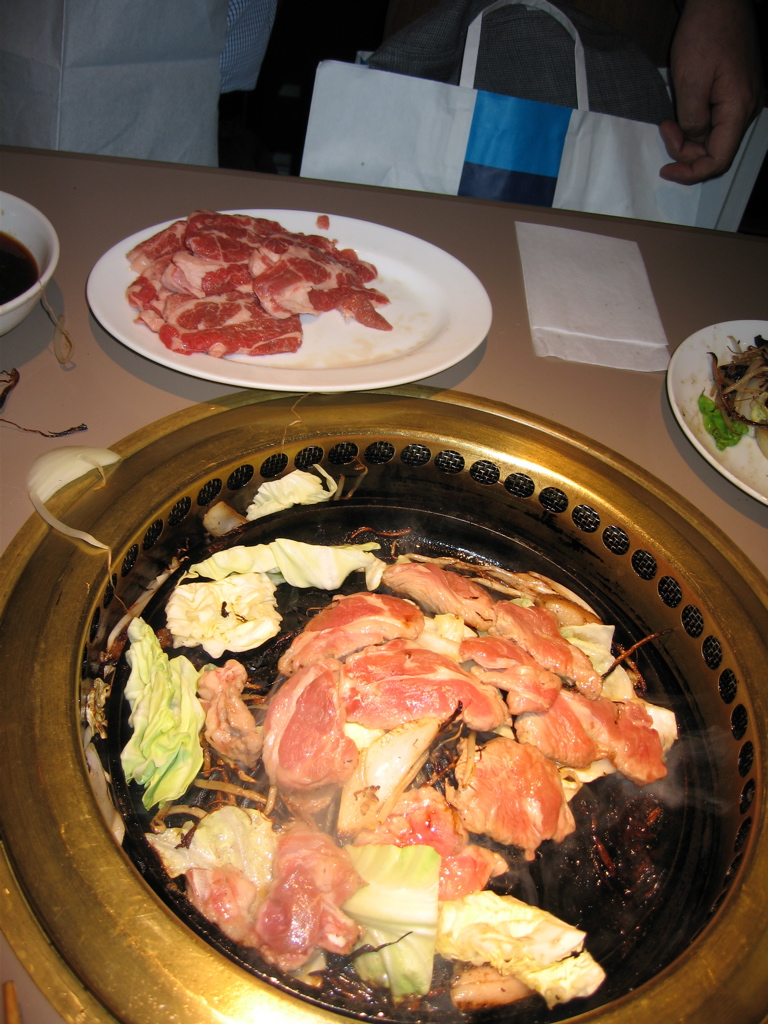
O jingisukan.

O prato se popularizou com esse nome pois seus soldados de Genghis Khan, durante a guerra, acendiam fogo abaixo de seus capacetes (que tinham um formato semelhante ao grill usado atualmente).
Hoje em dia, o prato é popular em todo o Japão, sendo servido em diversos restaurantes.